# George Haspels

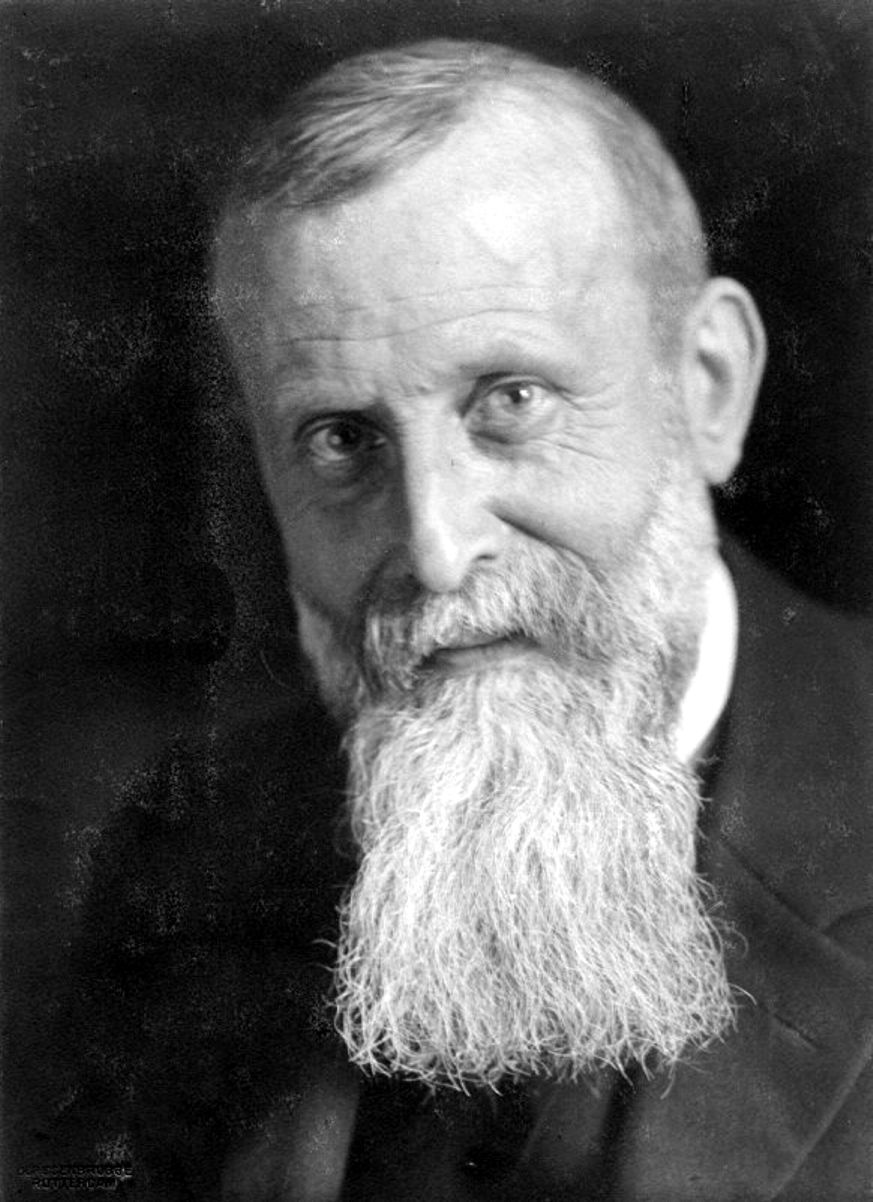
Portret van George Frans Haspels, 1912.

George Frans Haspels (Nijmegen, 7 april 1864 – Arnhem, 16 december 1916) was een Nederlandse schrijver en predikant.

## Levensloop
Bezocht de Christelijke  school op de "Klokkenberg", daarna de HBS en het Gymnasium. Na zijn studie theologie aan de Universiteit Utrecht werd Haspels in 1888 in Colmschate aangesteld als Ned. Herv. predikant. Hij kreeg met zijn vrouw Charlotte Kleyn van Brandes vier dochters (waaronder Emilie Haspels, een klassiek archeoloog) en één zoon. 
In 1896 werd hij aangesteld als predikant in Kralingen, in 1900 is hij predikant in Rotterdam. Naast zijn functie als predikant in Rotterdam, gaf Haspels daar vanaf 1901 ook les. Met ingang van 1893 werd ook werk van hem gepubliceerd in De Gids. In 1900 richtte hij samen met P.J. Blok, Jhr. Van der Wijck en Chantepie en anderen het tijdschrift Onze Eeuw op, daarin verschenen behalve kritieken, novellen en scandinavische reisschetsen.
Qua stijl van schrijven in deze tijdschriften en zijn boeken wordt hij tot de Tachtigers gerekend, en ook tot het fin de siècle. 
Als pseudoniem bezigde hij "Compassione".